# هکر
هکر رایانه یا رخنه‌گر (به انگلیسی: Hacker) یک متخصص رایانه است که از دانش فنی خود برای دستیابی به یک هدف یا غلبه بر یک مانع، در یک سامانه رایانه‌ای از روش‌های غیر استاندارد استفاده می‌کند. اگرچه اصطلاح «هکر» در فرهنگ عامه با «هکر امنیتی» پیوند خورده‌است - کسی که از دانش فنی خود در مورد اشکالات یا سوء استفاده برای ورود به سامانه رایانه‌ای و دسترسی به داده‌هایی که به‌طور معمول در دسترس آنها نیست استفاده می‌کند - همچنین هک می‌تواند توسط شخصیت‌های مشروع در موقعیت‌های قانونی مورد استفاده قرار گیرد. به عنوان مثال، سازمان‌های اجرای قانون گاهی از روش‌های هک کردن برای جمع‌آوری شواهد در مورد مجرمان و جنایتکاران و سایر افراد مخرب و بدخواه استفاده می‌کنند. این می‌تواند شامل استفاده از ابزارهای ناشناس ماندن (مانند VPN یا وب تاریک) برای مخفی کردن هویت خود به‌صورت آنلاین باشد و خود را مانند مجرمان جلوه دهند. به همین ترتیب، سازمان‌های مخفی جهانی می‌توانند از روش‌های هک در رفتار قانونی کار خود استفاده کنند.
همچنین از هک به‌طور غیرقانونی توسط سازمان‌های انتظامی و امنیتی دولتی دیگر کشورها به عنوان سلاحی برای جنگ سایبری استفاده می‌شود.

## تعریف کلی
دو نوع هکر، و دو نوع متفاوت تعریف از کلمه «هکر» وجود دارد:
1. در اصل، هکر به معنای علاقه مندان به فناوری پیشرفته رایانه (اعم از سخت‌افزار و نرم‌افزار) و پیرو خرده فرهنگ برنامه‌نویسی بود. فرهنگ هکر را ببینید.[۴]
2. شخصی که قادر است امنیت رایانه را از بین ببرد. اگر این کار را برای اهداف مخرب انجام دهد، می‌توان شخص را یک کرکر نیز نامید.[۵]

امروزه، استفاده اصلی از کلمه «هکر» بیشتر به مجرمان رایانه ای مربوط می‌شود، به دلیل استفاده رسانه‌های جمعی از این کلمه از دهه ۱۹۹۰ تاکنون بوده‌است. این شامل مواردی است که عامیانه هکر آن را «بچه اسکریپت» می‌نامد، افرادی که با استفاده از برنامه‌های نوشته شده توسط دیگران و با دانش بسیار کم در مورد نحوه کار خود، به کامپیوتر نفوذ می‌کنند. این کاربرد چنان غالب شده‌است که عموم مردم از وجود معانی مختلف بی اطلاع هستند.

## فرهنگ هکری
واژه هک در سال ۱۹۵۰، زمانی که هنوز رایانه و فرهنگ دیجیتال وجود نداشت، توسط گردانندگان سیستم‌های رادیویی آماتوری و در معنای تغییر برای رسیدن به عملکرد بهتر به کار گرفته شد.
با آغاز دوران دیجیتال و به ویژه عصر کامپیوتر واژه هکر نیز معنای نویی گرفت و عموماً به یک خرده‌فرهنگ (جامعه ای با یک فرهنگ اشتراکی) متشکل از برنامه‌نویسان و مهندسان الکترونیک خبره‌ای گفته می‌شد که با دادن راهکارهای نو، افق کار با رایانه را گسترش می‌دادند. اعضای این جامعه (هکرها) نقش بسزایی در به وجود آمدن و همه‌گیر شدن بسیاری از پدیده‌های دوران اینترنت داشتند. پدیده‌هایی چون سیستم‌عامل یونیکس، یوزنت، وب و جنبش نرم‌افزار آزاد.

## زمینه امنیت رایانه
امروزه واژهٔ رخنه‌گر در فرهنگ عامه به متخصصان امنیت رایانه گفته می‌شود که توانایی نفوذ و کنترل سیستم‌های رایانه‌ای را برای هدف‌های گوناگون دارند.
برای مثال هکرها تلاش می‌کنند به اطلاعات سازمانی و محرمانه دست یابند و اطلاعات به‌دست آمده را بین خود پخش می‌کنند. این کاربرد خاص از این واژه برخلاف کاربرد تاریخی کلمه، بار منفی دارد.

## انواع هکرها

### هکرهای کلاه‌سفید
هکر کلاه سفید (به انگلیسی: White Hat Hacker) به آن دسته از هکرهایی گفته می‌شود که کارهای مفیدی برای سیستم هدف انجام می‌دهند، نفوذ می‌کنند اما بدون نیت علیه سیستم مورد نفوذ. دلیل کار آن‌ها معمولاً بررسی امنیت سیستم‌ها است - چیزی که در جامعه امنیت کامپیوتری به آن تست نفوذ می‌گویند. این افراد ممکن است با شرکت‌ها قراردادی برای کشف نقاط ضعف سیستم آن‌ها ببندند و تلاش کنند تا با رعایت کلیه اصول هک اخلاقی به سیستم آن‌ها نفوذ کنند. هدفشان نشان دادن ضعف سیستم‌های امنیتی شبکه‌های کامپیوتری می‌باشد. این گروه به نام هکرهای خوب معروف هستند. این دسته نه تنها مضر نیستند؛ بلکه در تحکیم دیواره حفاظتی شبکه‌ها نقش اساسی دارند. کلاه سفیدها داری خلاقیت عجیبی هستند. معمولاً هر بار با روش جدیدی از دیواره امنیتی عبور می‌کنند. مثل یافتن نقص در سیستم امنیتی و جلوگیری از ورود رخنه‌گرهای کلاه سیاه. معمولاً تمامی گروه‌های هکری کلاه سفید در اکثر کشورها به صورت آزادانه فعالیت دارند و تقریباً قانونی هستند.

### هکرهای کلاه سیاه
هکر کلاه سیاه (به انگلیسی: Black Hat Hacker) در مقابل هکر کلاه سفید قرار دارد و کسی است که برای تخریب و فعالیت غیرقانونی علیه سیستمی دست به نفوذ به سیستم‌ها می‌زند و کارهای مخرب می‌کنند و سایت‌ها را تخریب کرده یا اطلاعاتی را می‌دزدند و بنابر قوانین جرایم رایانه‌ای مجرم شناخته می‌شوند. این همان شخصیتی است که معمولاً در فیلم‌های هالیوودی و رسانه‌ها از هکر به نمایش گذاشته می‌شود. معمولاً بخش بزرگی از این نفوذ وابسته به اشتباهات انسانی کاربران است؛ مثلاً انتخاب سال تولد یا شماره تلفن به عنوان رمز عبور دعوت یک هکر کلاه سیاه است به نفوذ به یک سیستم. دوران طلایی این هکرها دهه هشتاد میلادی بود که سیستم‌های کامپیوتری تازه در حال گسترش بودند، اما امروزه اقتصاددان‌ها تخمین می‌زنند دیگر کسی نمی‌تواند از این راه دارای درآمد قابل قبولی باشد و با پیشرفت سیستم‌های امنیتی، دیر یا زود این افراد دستگیر و دچار مشکلات جدی خواهند شد. کلاه سیاه‌ها اولین چیزی که به فکرشان می‌رسد نفوذ به سیستم قربانی است. کلاه سیاه‌ها همه ویروس نویسند و با ارسال ویروس نوشته شده خود بر روی سیستم قربانی به آن سیستم نفوذ پیدا می‌کنند. در واقع یک جاسوس بر روی سیستم قربانی می‌فرستند. همیشه هویت اصلی این گروه پنهان است.

### هکرهای کلاه‌خاکستری
هکر کلاه خاکستری (به انگلیسی: Grey Hat Hacker) ترکیبی از هکر کلاه سیاه و کلاه سفید است. یک هکر کلاه خاکستری معمولاً چیزی بینابین هکرهای کلاه سیاه و کلاه سفید است. هدف هکرهای کلاه خاکستری استفاده از اطلاعات سایر کامپیوترها به هر مقصودی است ولی صدمه‌ای به کامپیوتر وارد نمی‌کند. نام دیگر این گروه Whacker می‌باشد. هدف اصلی هکر استفاده از اطلاعات سایر کامپیوترها به مقصود مختلف می‌باشد. برخی از آن‌ها در اینترنت چرخ می‌زنند و وضعیت امنیتی سایت‌ها و سرورهایی که به آن می‌رسند را چک می‌کنند اما فقط به نیت یادگرفتن چیزهای جدید یا کنجکاوی‌های فنی. این افراد گاهی با کشف یک مشکل، آن را به مدیران سیستم مورد بررسی اطلاع می‌دهند و حتی گاهی پیشنهاد همکاری برای حل مشکل را نیز با این گزارش همراه می‌کنند. این گروه کدهای ورود به سیستم‌های امنیتی را پیدا کرده و به داخل آن نفوذ می‌کنند، اما سرقت و خراب کاری جز کارهای کلاه خاکستری نیست. بلکه اطلاعات را در اختیار عموم مردم قرار می‌دهند.

### هکر نخبه
هکر نخبه یا الیت (به انگلیسی:Elite hacker)، هکری است که در بین هکرهای دیگر اعتبار اجتماعی بالایی دارد. این فرد معمولاً مشکلات امنیتی تا به امروز ناشناخته را کشف می‌کند و با گزارش آن‌ها ثابت می‌کند که واقعاً به چیزی دست پیدا کرده که پیش از این ناشناخته بوده‌است. آپدیت‌های سیستم‌عامل‌ها معمولاً محصول کشف و گزارش مشکلات توسط این هکرها هستند.

## انگیزه‌ها
چهار دلیل اصلی به عنوان احتمالات چرایی تلاش هکرها برای ورود به کامپیوترها و شبکه‌ها مطرح شده‌است. دلیل اول، هک کردن سیستم‌ها با هدف خاص سرقت شماره کارت‌های اعتباری یا دستکاری در سیستم‌های بانکی، برای دستیابی به منافع و سود مالی. دوم، بسیاری از هکرها از افزایش اعتبار خود در خرده فرهنگ هکرها رونق می‌گیرند و نشانه‌های خود را در وب سایت‌هایی که آنها را تخریب کرده‌اند می‌گذارند یا برخی شواهد دیگر را به عنوان اثبات اینکه آنها در یک هک خاص درگیر شده‌اند، بر جای می‌گذارند. سوم، جاسوسی شرکتی به شرکت‌ها امکان می‌دهد اطلاعات مربوط به محصولات یا خدمات قابل سرقت یا استفاده به عنوان اهرم فشار در بازار را به دست آورند. و چهارم، حملات تحت حمایت دولت‌ها، مانند جمع‌آوری اطلاعات در زمان جنگ و در فضای مجازی را در اختیار دولت‌های ملی قرار می‌دهد.